# Гурдон Мира
Гурдон Мира (фр. Gourdon-Murat) насеље је и општина у централној Француској у региону Лимузен, у департману Корез која припада префектури Исел.
По подацима из 2011. године у општини је живело 109 становника, а густина насељености је износила 6,89 становника/km². Општина се простире на површини од 15,81 km². Налази се на средњој надморској висини од 700 метара (максималној 859 m, а минималној 675 m).

## Демографија
| 1962. | 1968. | 1975. | 1982. | 1990. | 1999. | 2011. |
| ----- | ----- | ----- | ----- | ----- | ----- | ----- |
| 147   | 174   | 179   | 150   | 127   | 108   | 109   |

График промене броја становника у току последњих година